# Anne Hyde

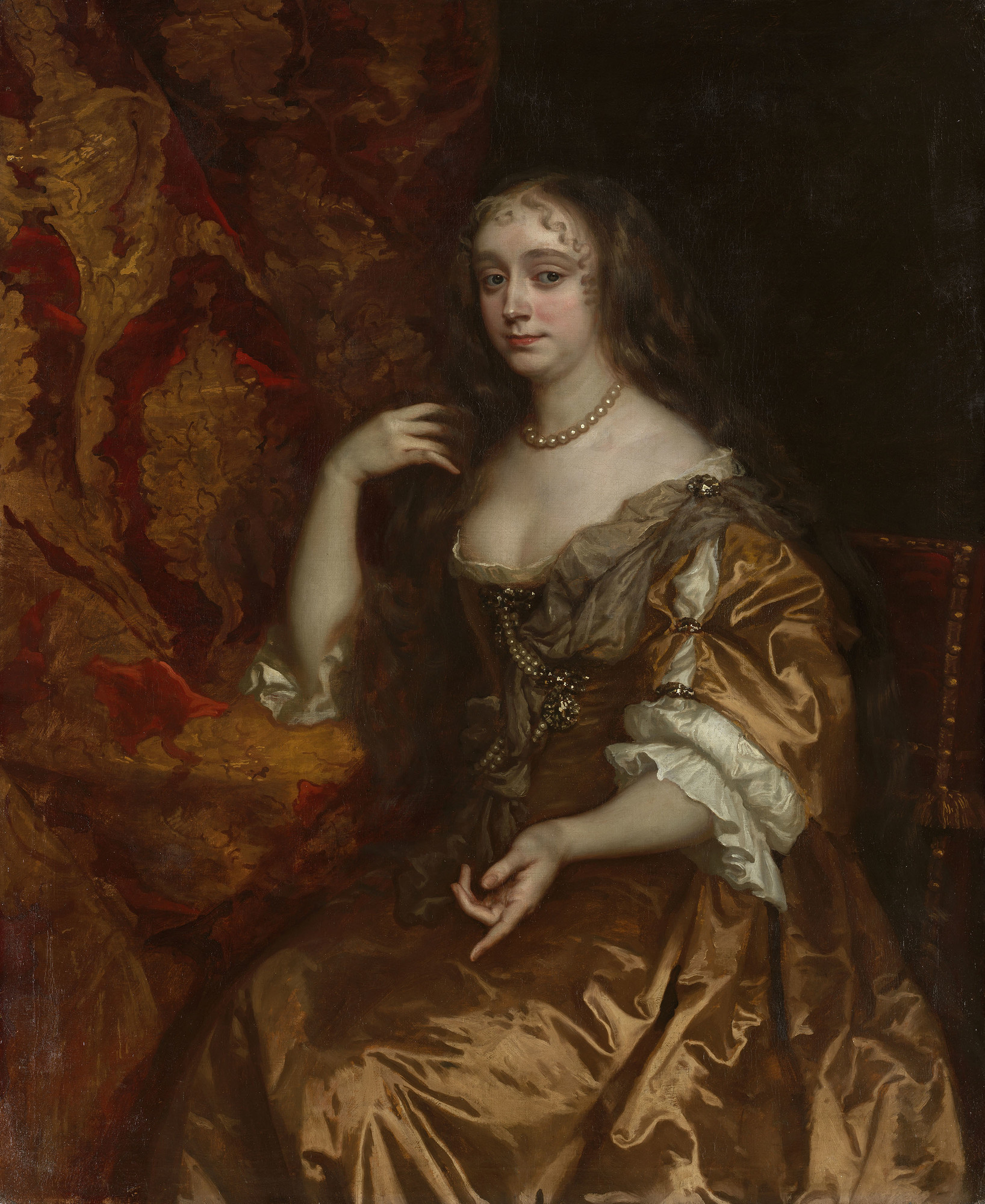
Anne Hyde ur Windsor Beauties.

Anne Hyde, född 12 mars 1637, död 31 mars 1671 av bröstcancer, engelsk prinsessa (hertiginna av York); gift 3 september 1660 med prins Jakob, hertig av York, den blivande kung Jakob II av England.

## Biografi
Anne Hyde var dotter till Edward Hyde, earl av Clarendon, och Frances Aylesbury. Hennes far var rådgivare åt den landsflyktige Karl II av England i Nederländerna sedan 1646, där hon själv var hovdam hos Karls syster Maria, prinsessa av Oranien.  
Anne och prins Jakob lärde känna varandra i det engelska exilhovet i Haag omkring 1656. Ett äktenskap mellan dem mötte motstånd av de flesta, inklusive hennes egen far, på grund av rangskillnaden. Jakob gav i november 1659 henne ett löfte att gifta sig med henne. Paret ska sedan ha ingått ett hemligt äktenskap. Bröllopsceremonin ägde rum i hemlighet mitt i natten och till vigselring använde man en gardinring. När hon år 1660 blev synbart gravid befallde Karl II av England sin bror, sedermera Jakob II av England, att gifta sig med henne. Anne ansågs attraktiv och beskrivs som karaktärsfast och energisk, intelligent och modig, och Karl bedömde att hon skulle ha en god effekt på den svage och viljelöse Jakobs utveckling. Vigseln utfördes av Jakobs huskaplan i Annes fars hus Worcester House i London i september 1660, några månader efter att paret hade återkommit till England efter återinförandet av monarkin i maj samma år. Bröllopet var officiellt men utfördes i stillhet. 
Äktenskapet ogillades på grund av rangskillnaden och det höjdes röster för att Jakob borde ha brutit sitt löfte, men Anne erkändes vid hovet som kunglig hertiginna, och hennes barn stod i arvsföljden till tronen. Hon var omtyckt av sin svåger kung Karl II, vilket säkrade hennes ställning vid hovet trots att hon aldrig blev populär där. Samuel Pepys beskriver Anne som stolt och slösaktig. Pepys uppger att paret uppmärksammades för sina offentliga ömhetsbetygelser, något som inte var normalt för ett kungligt par, och att Anne vägrade acceptera Jakobs otrohet: bland annat krävde hon framgångsrikt 1663 att Elizabeth Stanhope skulle förvisas från hovet sedan Jakob hade blivit förälskad i henne.
I äktenskapet föddes åtta barn - endast döttrarna Maria II av England och Anna Stuart, blivande drottningar av England, nådde mogen ålder. Någon gång under de sista åren av sitt liv konverterade hon till katolicismen. Hennes ursprungliga religion, den anglikanska tron, låg nära den katolska, och det uppges att hon slutade närvara vid anglikanska gudstjänster år 1669. En tid därefter ska även Jakob ha konverterat till katolicismen. Kung Karl II accepterade deras konvertering, men krävde att de skulle undvika att öppet tala om den, och att skulle låta sina barn uppfostras till protestanter av politiska skäl.
Anne Hyde fick Hyde Park i bröllopsgåva av sin far.